# Sosna meksykańska

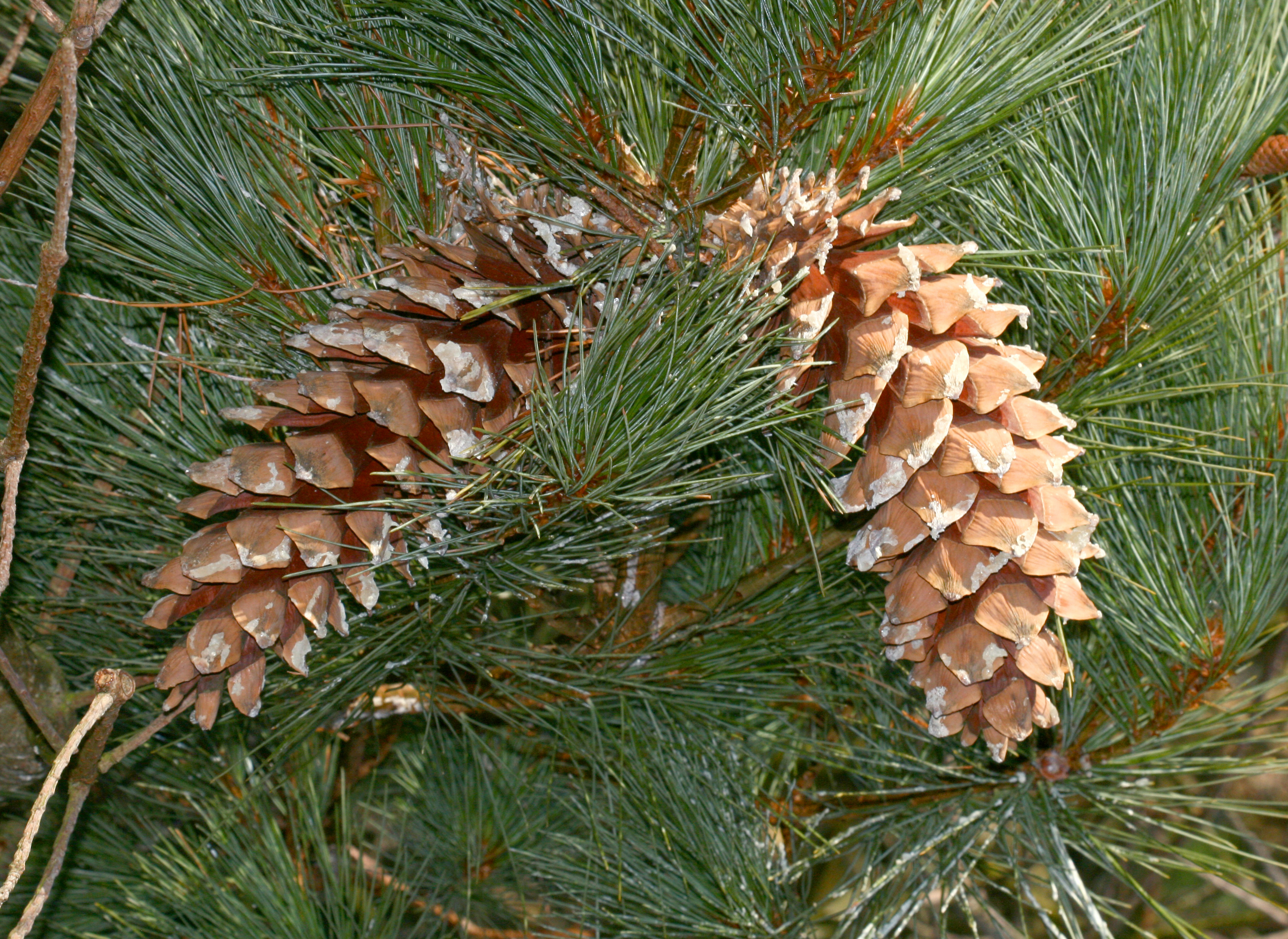
Szyszki

Sosna meksykańska (Pinus ayacahuite Ehrenb. ex Schltdl.) – gatunek drzewa iglastego z rodziny sosnowatych (Pinaceae). Występuje w Meksyku (Jalisco, Querétaro, Michoacán, Hidalgo, Dystrykt federalny, México, Guanajuato, Veracruz, Tlaxcala, Morelos, Puebla, Guerrero, Oaxaca, Chiapas), Gwatemali, Salwadorze i Hondurasie.

## Morfologia
PokrójKorona drzewa od stożkowatej do zaokrąglonej, gałęzie w regularnych okółkach, rosnące poziomo, dolne często opadające. U starszych drzew pokrój bardziej nieregularny.
PieńProsty, dorasta do 45 m wysokości i 2 m średnicy. Kora początkowo cienka i gładka, z wiekiem staje się chropawa, szaro-brązowa, podzielona na małe prostokątne płaty.
LiścieSzpilki zebrane po 5 na krótkopędach, długości 10–18 cm, proste lub lekko skręcone, giętkie, ale nie opadające.
SzyszkiSzyszki męskie skupione przy końcach młodych pędów, żółte, owalne, o długości 7–10 cm. Podczas pylenia pomarańczowo-brązowe. Szyszki nasienne wyrastają po 2–4 przy końcach głównych gałęzi. Zwisające, delikatnie wykrzywione, dojrzałe o długości 15–40 cm, po otwarciu szerokie na 7–15 cm. Łuski nasienne cienkie, giętkie, o długości 5–7 cm. Nasiona jasnobrązowe z ciemnymi plamkami, opatrzone skrzydełkiem o długości 3–4 cm. Szyszki odmiany var. veitchii są dłuższe (15–50 cm) z grubo zakończonymi łuskami nasiennymi, dodatkowo skrzydełka nasion są krótsze.

## Biologia i ekologia
Igły w przekroju poprzecznym trójkątne, mają po 2–4 kanały żywiczne, rzadko do 7. Siewki wykształcają 11–13 liścieni.
Sosna meksykańska rośnie zazwyczaj w górskich lasach mieszanych z innymi sosnami i jodłami. W parku Los Altos de San Miguel Totonicapán, w Gwatemali, rośnie razem z sosną Montezumy (Pinus montezumae), P. pseudostrobus, P. hartwegii, P. oocarpa, Abies guatemalensis i Cupressus lusitanica.
Występuje głównie na wysokościach 2000–3200 m n.p.m., chociaż spotykana już od 1500 m i aż do 3600 m. Odmiana typowa rośnie w całym zakresie wysokości, ale preferuje 1900–3200 m. Rośnie na stanowiskach stosunkowo chłodnych i wilgotnych. Odmiana var. veitchii występuje w zakresie 2000–3600 m i preferuje wyżej położone stanowiska (2500-3200 m). Często porasta obszary sporadycznie zaśnieżane. 
Populacje rosnące w meksykańskich stanach Oaxaca i Chiapas oraz w Gwatemali są gospodarzami pasożytniczej rośliny Arceuthobium guatemalense.

## Systematyka i zmienność
Pozycja gatunku w obrębie rodzaju Pinus:
- podrodzaj Strobus
  - sekcja Quinquefoliae
    - podsekcja Strobus
      - gatunek P. ayacahuite

Wyróżnia się dwie odmiany:
- P. ayacahuite var. ayacahuite (syn. Pinus don-pedrii Roezl, Pinus hamata Roezl, Pinus loudoniana Gordon var. don-pedrii (Roezl) Carrière, Pinus ayacahuite Ehrenb. ex Schltdl. var. oaxacana Silba)[7]
- P. ayacahuite var. veitchii (Roezl) Shaw (syn. Pinus veitchii Roezl, Pinus popocatepetlii Roezl, Pinus loudoniana Gordon, Pinus ayacahuite subsp. loudoniana (Gordon) E. Murray, Pinus ayacahuite var. loudoniana (Gordon) Silba[8]) – występuje w Meksyku, w stanach: Guanajuato, Hidalgo, México, Michoacán, Morelos, Puebla, Querétaro, Tlaxcala, Veracruz.

Wyróżniana wcześniej trzecia odmiana P. ayacahuite var. brachyptera traktowana jest jako synonim Pinus strobiformis.
W 1904 r. na terenie angielskiego arboretum Westonbirt w hrabstwie Gloucestershire przypadkiem powstał mieszaniec sosny meksykańskiej (P. ayacahuite) i himalajskiej (P. wallichiana). Mieszaniec otrzymał nazwę sosna Holforda (Pinus ×holfordiana). Ma smukłe zielono-niebieskie igły o długości do 18 cm, zebrane po 5 na krótkopędach, jasnobrązowe szyszki pokryte białą żywicą, o długości do 30 cm.

## Zagrożenia
Międzynarodowa organizacja IUCN przyznała temu gatunkowi kategorię zagrożenia w skali całego świata LC (least concern), uznając go za gatunek najmniejszej troski, nie spełniający kryteriów gatunków zagrożonych (IUCN 2.3, IUCN 3.1). Odmiana P. ayacahuite var. veitchii została uznana za bliską zagrożeniu i nadano jej kategorię zagrożenia NT (near threatened). Zagrożeniem dla odmiany jest rozwój urbanistyczny na terenach zajmowanych przez populacje wokół miasta Meksyk. Ponadto drewno tej sosny jest poszukiwanym surowcem.

## Zastosowanie
Drewno sosny meksykańskiej jest cenionym i poszukiwanym surowcem. Wykorzystywane jest przede wszystkim w Meksyku, w przemyśle meblarskim i do wykończeń stolarskich.